# Raphael Holzdeppe
Raphael Marcel Holzdeppe (* 28. September 1989 in Kaiserslautern, Rheinland-Pfalz) ist ein ehemaliger deutscher Stabhochspringer. Sein größter Erfolg ist der Gewinn der Goldmedaille bei den Weltmeisterschaften 2013 in Moskau. Von 2008 bis 2017 war er Mitinhaber des Weltrekordes bei den Junioren.

## Berufsweg
Holzdeppe besuchte das Helmholtz-Gymnasium Zweibrücken, an dem er 2009 das Abitur ablegte. Ab Sommer 2010 studierte er via Fernstudium an der FH Ansbach International Management für Spitzensportler. Er war Sportsoldat bei der Sportfördergruppe Neubiberg der Bundeswehr, bevor er nach seinem WM-Titel 2013 aus der staatlichen Förderung ausstieg.
Stand 2023 studiert er im dualen Bachelor-Studiengang Sport-/Bewegungstherapie an der Deutschen Hochschule für Prävention und Gesundheitsmanagement.

## Sportliche Karriere
Mit dem Stabhochsprung begann Holzdeppe im Alter von zehn Jahren. 2006 erreichte er bei den U20-Weltmeisterschaften ins Finale und belegte mit persönlicher Bestleistung von 5,30 m den 6. Rang. 2007 und 2008 wurde er Deutscher U20-Hallenmeister. 
2008 egalisierte er in der Freiluftsaison am 28. Juni in Biberach mit 5,80 m den seit 1989 bestehenden Juniorenweltrekord des Russen Maxim Tarassow. Bei den Juniorenweltmeisterschaften in Bydgoszcz gewann er die Goldmedaille (5,50 m). Bei den Olympischen Spielen in Peking qualifizierte er sich mit 5,65 m für die Finalrunde und belegte damit den achten Platz.
Nachdem Holzdeppe 2009 Deutscher U23-Meister geworden war, holte er mit 5,65 m bei den U23-Europameisterschaften in Kaunas Gold. 2011 wurde er erneut Deutscher U23-Meister und startete bei den Weltmeisterschaften in Daegu, wo er das Finale nicht erreichte und mit 5,50 m in der Qualifikation ausschied. 
2012 belegte er bei den Deutschen Meisterschaften mit 5,77 m den zweiten Platz. Mit der gleichen Höhe gewann Holzdeppe bei den Europameisterschaften in Helsinki die Bronzemedaille und erreichte damit seinen ersten Podestplatz bei internationalen Meisterschaften im Erwachsenenbereich. Bei den Olympischen Spielen in London gewann er mit persönlicher Bestleistung von 5,91 m die Bronzemedaille.
Im Winter 2012/13 wechselte er von seinem bisherigen Trainer Andrei Tivontschik in die Münchner Trainingsgruppe von Chauncey Johnson mit Malte Mohr und Fabian Schulze. Am 6. Juni 2013 stellte Holzdeppe beim Diamond-League-Meeting in Rom seine Bestleistung ein und bezwang dabei erstmals den Olympiasieger Renaud Lavillenie. Den bis dato größten Erfolg seiner Karriere erzielte er bei den Weltmeisterschaften in Moskau, als er mit 5,89 m vor dem Franzosen Lavillenie, der für die gleiche Sprunghöhe mehr Versuche benötigt hatte, Weltmeister wurde.
Ende September 2014 entschied sich Holzdeppe, zu seinem früheren Trainer Tivontschik nach Zweibrücken zurückzukehren. Zuvor hatte er im Juli die Saison wegen Formschwäche vorzeitig beendet.
Am 24. Juni 2015 steigerte er seine Bestleistung bei einem Schauspringen in Baku auf 5,92 m, die er am 26. Juli 2015 beim Gewinn seines ersten deutschen Meistertitels auf 5,94 m verbesserte und damit gleichzeitig einen Meisterschaftsrekord aufstellte. Am 24. August 2015 gewann Holzdeppe bei den Weltmeisterschaften in Peking die Silbermedaille. Er übersprang wie der Sieger Shawnacy Barber aus Kanada 5,90 m, hatte aber mehr Fehlversuche.
2016 verletzte sich Holzdeppe im Februar bei den Deutschen Hallenmeisterschaften in Leipzig am Sprunggelenk und bestritt danach erst im Juni wieder Wettkämpfe. Wegen muskulärer Probleme verpasste er die Europameisterschaften. Bei den Olympischen Spielen scheiterte er in der Qualifikation.
2017 wurde er Deutscher Hallenmeister. Bei den Halleneuropameisterschaften in Belgrad kam er mit seinem ersten 5,80-Meter-Sprung seit mehr als einem Jahr und seit seiner schweren Fußverletzung auf den 5. Platz. Mit 5,60 m wurde er Deutscher Vizemeister. Bei den Weltmeisterschaften in London scheiterte er im Finale an der Einstiegshöhe von 5,50 m mit drei Fehlversuchen.
2018 verbesserte Holzdeppe am 3. Februar beim Indoor Meeting Karlsruhe seine Bestleistung in der Halle auf 5,88 m und holte sich zwei Wochen später in Dortmund mit 5,68 m den Titel bei den Deutschen Hallenmeisterschaften. Bei den Hallenweltmeisterschaften in Birmingham belegte er mit übersprungenen 5,80 m den fünften Platz.
2019 wurde er mit 5,76 m Deutscher Meister und kam im Finale der Weltmeisterschaften in Doha mit 5,70 m auf Rang sechs. 2020 holte Holzdeppe in der wegen der COVID-19-Pandemie verspätet gestarteten Freiluftsaison bei den Deutschen Meisterschaften mit 5,50 m Bronze.
2021 kam er bei den Deutschen Meisterschaften mit 5,50 m wieder auf den Bronzeplatz. Seine vierte Teilnahme an Olympischen Sommerspielen konnte Holzdeppe nicht verwirklichen. Mitte Juni gab er bekannt, dass ein operativ zu behandelnder Knorpelschaden im Knie das Saisonende erzwinge.
Im August 2024 beendete Holzdeppe seine Karriere.

## Vereinszugehörigkeiten und Trainer
Holzdeppe startete ab 1. Januar 2000 für das LAZ Zweibrücken und trainierte bei Andrei Tivontschik. Zwischenzeitlich war er für etwas mehr als anderthalb Jahre in der Trainingsgruppe von Chauncey Johnson. Sein erster Trainer war Dieter Kruber (†).

## Auszeichnungen
- Europäischer Leichtathletikverband: Aufsteiger des Jahres 2008
- Leichtathlet des Jahres in Deutschland 2008 und 2013
- 2. Platz Juniorsportler des Jahres in Deutschland 2008
- Landessportler des Jahres (Rheinland-Pfalz) 2012 und 2013
- Silbernes Lorbeerblatt 2013

## Sonstiges
Am 24. November 2012 nahm Holzdeppe beim Prominenten-Wettbewerb TV total Turmspringen teil und gewann zusammen mit Björn Otto das Synchronspringen.

## Bestleistungen
- 5,94 m (26. Juli 2015 in Nürnberg)
  - Halle: 5,88 m (3. Februar 2018 in Karlsruhe)